# Karl von Friesach
Karl von Friesach († 1260) war Bischof von Lavant.
Karl von Friesach entstammte einer Salzburger Ministerialenfamilie, die Burggrafen in Friesach waren. Im Jahr 1257 wurde er zum zweiten Bischof der neu gegründeten Diözese Lavant ernannt, er starb jedoch bereits drei Jahre später. Von seiner Regierungszeit ist nichts bekannt.